# Pears Health Cyber
Pears Health Cyber je česká společnost podnikající v oblasti farmacie a zdravotnictví. Společnost založil v roce 1999 PharmDr. Vladimír Finsterle. Pears Health Cyber provozuje eshopy s volně prodejnými léčivými přípravky, potravními doplňky, zdravotní kosmetikou, drogerií, zdravotními pomůckami a jiným zbožím souvisejícím se zdravím. Dále se věnuje edukačním aktivitám pro odbornou i laickou veřejnost a nabízí konzultační služby v oblasti digitální komunikace a marketingu.

## Historie společnosti
Společnost byla založena v roce 1999. Jejím zakladatelem je PharmDr. Vladimír Finsterle.
Jedním z prvních projektů společnosti bylo založení portálu o lécích – Lekarna.cz – v roce 1999. Portál měl poskytovat informace léčivých přípravcích a volně prodejných lécích. Na podzim roku 2002 spustila Lekarna.cz vlastní eshop.
Pro slovenský trh byl založen e-shop Mojalekaren.sk. Edukační portfolio společnosti se ve stejném roce přeneslo na portál Ordinace.cz, který poskytuje veřejné informace a služby pro pacienty. Společnost provozuje několik dalších portálů pro pacienty.
V roce 2003 začala spolupracovat s Českou lékařskou komorou a o dva roky později založila elektronickou univerzitu – EUNI. V roce 2007 získala společnost akreditaci na kontinuální vzdělávání lékařů.
Od roku 2005 realizuje Pears Health Cyber své projekty také v zahraničí. V Německu se společnost stala finalistou soutěže Comprix s projektem Palexia Exploration Centre. Působí v Německu, Švýcarsku, Rakousku, Polsku, Chorvatsku a Bulharsku. Na trh se vzděláváním lékařů v Rusku vstoupila v roce 2009, orientuje se zejména na diabetology.
Od července 2011 společnost provozovala také síť kamenných lékáren Harmonia, které byly součástí nově rekonstruovaných obchodních center Albert společnosti AHOLD. Začátkem roku 2014 se ředitelem sítě lékáren Harmonia stal PharmDr. Pavel Škvor. V roce 2014 měla Harmonia devět kamenných prodejen na území Česka. V průběhu roku 2014 síť lékáren odkoupila společnost Penta a začlenila pod svoji existující značku Dr. Max. V roce 2014 také nastoupil pozici na šéfa financí a administrativy Václav Pícha, který do té doby působil na obdobné pozici na oční klinice Neovize Group.
Od roku 2014 se společnost věnuje také vývoji mobilních aplikací pro pacienty, v červenci 2015 s nimi vstoupila na evropský a americký trh. Její aplikace se zaměřují zejména na stanovení míry zdravotních rizik pro konkrétní diagnózy.
E-shop Lekarna.cz, společnosti Pears Health Cyber, v roce 2015 jako první získal evropské logo bezpečnosti pro dálkový prodej léčivých přípravků veřejnosti.

## Odborné bulletiny
Společnost připravuje i odborné bulletiny pro oborové specialisty.
- Rajskyplyn.cz – odborný a společenský elektronický bulletin o anesteziologii a akutní medicíně
- Pippl.cz – odborný a společenský elektronický bulletin pro praktické lékaře
- Urozpravodaj.cz – odborný a společenský elektronický bulletin pro urology